# Jacques Bouton
Jacques Bouton (Nantes, 19 de junho de 1592 – 17 de novembro de 1658) foi um religioso e escritor francês. Membro da Companhia de Jesus, foi o primeiro cronista religioso da ilha de Martinica, no Caribe. Forneceu descrições sobre a ilha e seus habitantes. Apesar de ter o objetivo primordial de servir como "propaganda" para promover a colonização da ilha, seus textos contém muita informação sobre os povos nativos.
Foi graças a menção de araras de cor azul e laranja num de seus textos sobre Martinica, que o britânico Walter Rothschild descreveu em 1905 uma nova espécie de ave, conhecida atualmente como Ara martinicus.

## Biografia
Nasceu em Nantes em 19 de junho de 1592. Era filho de um mercador. Entrou para o seminário em Rouen em 1610 e estudou filosofia e teologia em Paris. Viajou para o Caribe em 1639, em uma missão religiosa, mas voltou à França poucos meses depois para levantar mais dinheiro, e depois escreveu a obra Relation de l'establissement des François depuis l'an 1635 en l'isle de la Martinique. Foi ordenado a retornar a Martinica em 1642, onde se estabeleceu numa missão jesuítica. Devido a uma enfermidade, foi obrigado a voltar a lecionar em La Flèche, onde morreu 17 de novembro de 1658.